# Danoninho vale por um bifinho
Danoninho vale por um bifinho foi uma campanha publicitária brasileira criada no ano de 1974 para o Danoninho, um produto da Danone. A campanha, considerada a mais famosa do produto e que marcou uma época, foi criada pelo premiado publicitário Alex Periscinoto. A campanha buscava passar a mensagem que um pote de Danoninho tinha o mesmo conteúdo nutricional de um pedaço de carne de 180 gramas. Contudo, tal comparação foi contestada pelo Conar e por nutricionistas e, desse modo, a Danone deixou de usar o slogan nos anos seguintes. No ano de 1989, no entanto, uma nova campanha publicitária retomou a comparação de forma indireto, trazendo crianças cantando as diversas propriedades nutricionais do Danoninho no ritmo da valsa para piano conhecida no Brasil como "O Bife" (The Celebrated Chop Waltz).
| “                         | As iniciativas citadas, embora contribuam para uma orientação dos pais ou responsáveis pela criança em seus primeiros anos de vida, não oferecem adequada proteção a crianças e jovens em face da publicidade indevida, abusiva ou que faça apelo ao consumo diretamente ao menor. E a publicidade brasileira apresenta um deplorável histórico nesses aspectos. Entre as peças publicitárias mais lembradas pelo público podemos mencionar as campanhas “Eu quero minha Caloi”, que fazia apelo direto à criança, e “Danoninho vale por um bifinho”, que insinuava propriedades nutricionais inexistentes, ambas veiculadas nos anos oitenta. Também é seguidamente lembrada a peça “Marcílio abre a mão”, com jingle destinado ao público infanto-juvenil, da marca de roupas Pakalolo, veiculada nos anos noventa. | ” |
| — Marcelo Matos, deputado | |   |

## Leituras adicionais
- RODRIGUES, Cássio Monteiro. Danoninho vale por um bifinho? O desenvolvimento saudável da criança por meio da concretização do direito à educação alimentar infantil, Revista dos Tribunais, 2020.